# 香月悠梨
香月 悠梨（かつき ゆうり、1990年1月23日 - ）は、日本のAV女優。

## 人物・来歴
- 身長：155cm[1]
- スリーサイズ：B83（Cカップ）・W57・H85cm

- 趣味：スポーツ観戦/買い物

- 初体験は、16歳の時に年上の彼氏と彼氏の家で。[2]

- 2010年10月に、「新人!kawaii*専属デビュ→ユーリアリーラブリー悠梨」でkawaii*よりAVデビュー。

- 2011年3月の「ジンジンくる程温め合うSEX in北海道」をもって一度引退した

- 2012年9月の「ナチュラルスタイル悠梨」で復活＆MOODYZ移籍
- 2013年1月の「超絶美女のタップリ初中出し」でM's Video Group移籍

## 出演作品

### アダルトビデオ
- 新人!kawaii*専属デビュ→ユーリアリーラブリー悠梨（2010年10月25日 kawaii*）
- Hをもっと好きになる4回エッチッチ!（2010年11月25日 kawaii*）
- 学校でセックchu☆ （2010年12月25日 kawaii*）
- Hがグングン上達する!ド痴女式SEX特訓 （2011年1月25日 kawaii*）
- 10コスプレと14400秒あげる （2011年2月25日 kawaii*）
- ジンジンくる程温め合うSEX in北海道 （2011年3月25日 kawaii*）
- ナチュラルスタイル悠梨 （2012年9月1日 MOODYZ）
- 頭オカシクなっちゃう4本番! （2012年10月1日 MOODYZ）
- 極限露出で男漁り（2012年11月1日 MOODYZ）
- 同時にイクまで昇り詰めるSEX（2012年11月1日 MOODYZ）
- 超絶美女のタップリ初中出し (2013年1月19日 M's Video Group)[3]
- Shock！ホイップ (2013年2月19日 M's Video Group)[4]
- 初飲尿中出し23発 (2013年3月19日 M's Video Group)[5]